# Супербоул XVI
Супербоул XVI (англ. Super Bowl XVI) — 16 игра Супербоула. Матч Американской (АФК) и Национальной (НФК) футбольных конференций. Игра прошла 24 января 1982 года. В матче играли Сан-Франциско «Форти Найнерс» от НФК и Цинциннати Бенгалс от АФК. Сан-Франциско победил со счётом 26:21.

## Трансляция
В США игру транслировал CBS. Супербоул транслировался в Канаде, что происходило первый раз. Игра была одной из самых просматриваемых в истории телевидения США, собрав более 85 миллионов человек.

## Ход матча
ПЕРВАЯ ПОЛОВИНА
В первой четверти команды только один раз набирали очки. В середине четверти, Сан-Франциско занёс тачдаун. В середине второй четверти матча, Сан-Франциско оформляет тачдаун. 3а 15 секунд до перерыва, «Форти Найнерс» забили филд гол. Сан-Франциско пробил Squib kick (сильный удар на среднюю дистанцию, (обычно не набирающий большой высоты) сложный для ловли мяча) и Сан-Франциско завладел мячом снова. Они успели забить филд гол. Счёт к перерыву был 20:0 в пользу «Форти Найнерс».
ВТОРАЯ ПОЛОВИНА
В начале третьей четверти, Цинциннати набрали свои первые очки в матче. «Бенгалс» занесли тачдаун. Уже в четвёртой четверти, Цинциннати оформит ещё один тачдаун. Но всё это оказалось бесполезным. Далее Сан-Франциско забьёт два филд гола сделав счёт за минуту до конца, 26:14 в пользу Сан-Франциско. «Бенгалс» оформили тачдаун, но на часах было всего лишь 16 секунд. Не удачный удар в сторону завершил матч.
Супербоул XVI: Сан-Франциско Форти Найнерс 26, Цинциннати Бенгалс 21
|                     | 1 | 2  | 3 | 4  | Всего |
| ------------------- | - | -- | - | -- | ----- |
| Форти Найнерс (НФК) | 7 | 13 | 0 | 6  | 26    |
| Бенгалс (АФК)       | 0 | 0  | 7 | 14 | 21    |

на Сильвердоум , Понтиак,  штат Мичиган
- Дата: 24 января 1982 года
- Погода в игре: 22 ° C (72℉), крыша закрыта

SF-Сан-Франциско, CIN-Цинциннати, ЭП-Экстрапоинт
■ Первая четверть:
- 5:52-SF-1-ярдовый тачдаун+ЭП, Сан-Франциско повёл 7:0

■ Вторая четверть:
- 6:53-SF-11-ярдовый тачдаун+ЭП Сан-Франциско ведёт 14:0
- 0:15-SF-22-ярдовый филд гол, Сан-Франциско ведёт 17:0
- 0:02-SF-26-ярдовый филд гол, Сан-Франциско ведёт 20:0

■ Третья четверть:
- 11:25-CIN-5-ярдовый тачдаун+ЭП, Сан-Франциско ведёт 20:7

■ Четвёртая четверть:
- 10:06-CIN-4-ярдовый тачдаун+ЭП, Сан-Франциско ведёт 20:14
- 5:25-SF-40-ярдовый филд гол, Сан-Франциско ведёт 23:14
- 1:57-SF-23-ярдовый филд гол, Сан-Франциско ведёт 26:14
- 0:16-CIN-3-ярдовый тачдаун+ЭП, Сан-Франциск ведёт 26:21